# Békás, Veszprém
Békás  este un sat în districtul Pápa, județul Veszprém, Ungaria, având o populație de 210 locuitori (2011). 

## Demografie
Componența etnică a satului Békás
     Maghiari (96,04%)
     Romi (3,96%)
Componența confesională a satului Békás
     Romano-catolici (63,33%)
     Luterani (8,57%)
     Reformați (6,67%)
     Fără religie (2,86%)
     Necunoscută (18,57%)
     Alte religii (1,9%)
Conform recensământului din 2011, satul Békás avea 210 locuitori. Din punct de vedere etnic, majoritatea locuitorilor (96,04%) erau maghiari, cu o minoritate de romi (3,96%).  Din punct de vedere confesional, majoritatea locuitorilor (63,33%) erau romano-catolici, existând și minorități de luterani (8,57%), reformați (6,67%) și persoane fără religie (2,86%). Pentru 18,57% din locuitori nu este cunoscută apartenența confesională.